# Gingicithara notabilis
Gingicithara notabilis é uma espécie de gastrópode do gênero Gingicithara, pertencente a família Mangeliidae.